# Unfinished Sympathy
Unfinished Sympathy is een nummer, geschreven en uitgevoerd door de Britse formatie Massive Attack. Het verscheen op hun debuutalbum Blue Lines uit april 1991. Op 11 februari dat jaar werd het nummer op single uitgebracht.
De zangeres van het nummer is Shara Nelson. Het nummer en de band waren onderdeel van de muzikale beweging 'Bristol Sound', ook wel bekend als triphop. De track bevat een sample van Mahavishnu Orchestra and John McLaughlin met "Planetary Citizen" (1976).

## Achtergrond
"Unfinished Sympathy" geldt tegenwoordig als een internationale dance-klassieker en werd in een aantal landen een hit. De plaat behaalde in thuisland het Verenigd Koninkrijk de 13de positie in de UK Singles Chart. In Ierland werd de 21e positie bereikt, de Eurochart Hot 100 de 25e, Duitsland de 13e, Zwitserland de 9e, Zweden de 40e, Nieuw-Zeeland de 48e en in Australië de 95e positie.
In Nederland was de plaat op vrijdag 15 maart 1991 Veronica Alarmschijf op Radio 3 en werd een gigantische hit in de destijds twee landelijke hitlijsten op de nationale publieke popzender. De plaat bereikte de nummer 1-positie in de Nederlandse Top 40 en de 2e positie in de Nationale Top 100.
In België haalde de plaat de 10e positie in de Vlaamse Radio 2 Top 30 en de 15e positie in de voorloper van de Vlaamse Ultratop 50. In Wallonië werd géén notering behaald.
Sinds de editie van december 2009 staat de plaat genoteerd in de jaarlijkse NPO Radio 2 Top 2000 van de Nederlandse publieke radiozender NPO Radio 2, met als hoogste notering tot nu toe een 337e positie in 2016.

## Videoclip
De videoclip voor Unfinished Sympathy werd opgenomen in januari 1991 op W. Pico Boulevard tussen S. New Hampshire Avenue en Dewey Avenue in Los Angeles. Hierin zien we Nelson op de stoep lopen, terwijl zwervers en gangs de omgeving vullen, waaruit gaandeweg de leden van Massive Attack opduiken en haar gaan volgen. De video werd in één shot opgenomen en maakte gebruik van vertragingstechnieken, iets wat uniek was in die tijd.
In Nederland werd de videoclip destijds op televisie (Nederland 2) uitgezonden door de televisie versie van de Nederlandse Top 40 en Countdown van Veronica en Popformule van de TROS.

## Hitnoteringen

### Nederlandse Top 40
| Hitnotering: 23-03-1991 t/m 25-05-1991 | Hitnotering: 23-03-1991 t/m 25-05-1991 | Hitnotering: 23-03-1991 t/m 25-05-1991 | Hitnotering: 23-03-1991 t/m 25-05-1991 | Hitnotering: 23-03-1991 t/m 25-05-1991 | Hitnotering: 23-03-1991 t/m 25-05-1991 | Hitnotering: 23-03-1991 t/m 25-05-1991 | Hitnotering: 23-03-1991 t/m 25-05-1991 | Hitnotering: 23-03-1991 t/m 25-05-1991 | Hitnotering: 23-03-1991 t/m 25-05-1991 | Hitnotering: 23-03-1991 t/m 25-05-1991 | Hitnotering: 23-03-1991 t/m 25-05-1991 |
| Week                                   | 1                                      | 2                                      | 3                                      | 4                                      | 5                                      | 6                                      | 7                                      | 8                                      | 9                                      | 10                                     |                                        |
| -------------------------------------- | -------------------------------------- | -------------------------------------- | -------------------------------------- | -------------------------------------- | -------------------------------------- | -------------------------------------- | -------------------------------------- | -------------------------------------- | -------------------------------------- | -------------------------------------- | -------------------------------------- |
| Nummer                                 | 16                                     | 6                                      | 1                                      | 2                                      | 3                                      | 5                                      | 11                                     | 18                                     | 30                                     | 40                                     | uit                                    |

### Nationale Top 100
| Hitnotering: 14-03-1991 t/m 06-06-1991 | Hitnotering: 14-03-1991 t/m 06-06-1991 | Hitnotering: 14-03-1991 t/m 06-06-1991 | Hitnotering: 14-03-1991 t/m 06-06-1991 | Hitnotering: 14-03-1991 t/m 06-06-1991 | Hitnotering: 14-03-1991 t/m 06-06-1991 | Hitnotering: 14-03-1991 t/m 06-06-1991 | Hitnotering: 14-03-1991 t/m 06-06-1991 | Hitnotering: 14-03-1991 t/m 06-06-1991 | Hitnotering: 14-03-1991 t/m 06-06-1991 | Hitnotering: 14-03-1991 t/m 06-06-1991 | Hitnotering: 14-03-1991 t/m 06-06-1991 | Hitnotering: 14-03-1991 t/m 06-06-1991 | Hitnotering: 14-03-1991 t/m 06-06-1991 | Hitnotering: 14-03-1991 t/m 06-06-1991 |
| Week                                   | 1                                      | 2                                      | 3                                      | 4                                      | 5                                      | 6                                      | 7                                      | 8                                      | 9                                      | 10                                     | 11                                     | 12                                     | 13                                     |                                        |
| -------------------------------------- | -------------------------------------- | -------------------------------------- | -------------------------------------- | -------------------------------------- | -------------------------------------- | -------------------------------------- | -------------------------------------- | -------------------------------------- | -------------------------------------- | -------------------------------------- | -------------------------------------- | -------------------------------------- | -------------------------------------- | -------------------------------------- |
| Nummer                                 | 75                                     | 32                                     | 13                                     | 4                                      | 2                                      | 4                                      | 6                                      | 7                                      | 16                                     | 25                                     | 34                                     | 47                                     | 72                                     | uit                                    |

### VlaamseRadio 2 Top 30
| Hitnotering: 20-04-1991 t/m 25-05-1991 | Hitnotering: 20-04-1991 t/m 25-05-1991 | Hitnotering: 20-04-1991 t/m 25-05-1991 | Hitnotering: 20-04-1991 t/m 25-05-1991 | Hitnotering: 20-04-1991 t/m 25-05-1991 | Hitnotering: 20-04-1991 t/m 25-05-1991 | Hitnotering: 20-04-1991 t/m 25-05-1991 | Hitnotering: 20-04-1991 t/m 25-05-1991 |
| Week                                   | 1                                      | 2                                      | 3                                      | 4                                      | 5                                      | 6                                      |                                        |
| -------------------------------------- | -------------------------------------- | -------------------------------------- | -------------------------------------- | -------------------------------------- | -------------------------------------- | -------------------------------------- | -------------------------------------- |
| Nummer                                 | 23                                     | 15                                     | 10                                     | 11                                     | 13                                     | 14                                     | uit                                    |

### NPO Radio 2 Top 2000
| Nummer met noteringen in de NPO Radio 2 Top 2000 | '09 | '10 | '11 | '12 | '13 | '14 | '15 | '16 | '17 | '18 | '19 | '20 | '21 | '22 | '23 | '24 |
| ------------------------------------------------ | --- | --- | --- | --- | --- | --- | --- | --- | --- | --- | --- | --- | --- | --- | --- | --- |
| Unfinished Sympathy                              | 587 | 532 | 522 | 383 | 370 | 389 | 376 | 337 | 368 | 457 | 519 | 544 | 536 | 559 | 571 | 566 |

1. ↑  Een vetgedrukt getal geeft de hoogste notering aan.
2. ↑  2009 was het eerste jaar met een notering voor dit nummer.

## Cover door Eveline Billiau
In de vierde live show van eerste seizoen van The Voice van Vlaanderen zong Eveline Billiau op 24 februari 2012 het nummer Unfinished sympathy. Op 27 februari 2012 was het nummer verkrijgbaar als muziekdownload. Een week later kwam de single op nummer 13 binnen in de Vlaamse Ultratop 50.

### Hitnotering

#### VlaamseUltratop 50
| Hitnotering: 03-03-2012 t/m 10-03-2012 | Hitnotering: 03-03-2012 t/m 10-03-2012 | Hitnotering: 03-03-2012 t/m 10-03-2012 | Hitnotering: 03-03-2012 t/m 10-03-2012 |
| Week                                   | 1                                      | 2                                      |                                        |
| -------------------------------------- | -------------------------------------- | -------------------------------------- | -------------------------------------- |
| Nummer                                 | 13                                     | 20                                     | uit                                    |

## Cover door Hooverphonic
De Belgische groep Hooverphonic heeft het nummer enkele jaren op hun live-repertoire staan. In 2012 stond het nummer op hun album With orchestra en werd op 21 mei 2012 uitgebracht als muziekdownload. Op 9 juni 2012 kwam de single binnen op nummer 21 in de Vlaamse Radio 2 Top 30, een week later kwam het ook binnen op plaats 40 van de Vlaamse Ultratop 50.

### Hitnoteringen

#### VlaamseUltratop 50
| Hitnotering (week 1 t/m 3): 16-06-2012 t/m 30-06-2012 Hitnotering (week 4 t/m 7): 21-07-2012 t/m 11-08-2012 | Hitnotering (week 1 t/m 3): 16-06-2012 t/m 30-06-2012 Hitnotering (week 4 t/m 7): 21-07-2012 t/m 11-08-2012 | Hitnotering (week 1 t/m 3): 16-06-2012 t/m 30-06-2012 Hitnotering (week 4 t/m 7): 21-07-2012 t/m 11-08-2012 | Hitnotering (week 1 t/m 3): 16-06-2012 t/m 30-06-2012 Hitnotering (week 4 t/m 7): 21-07-2012 t/m 11-08-2012 | Hitnotering (week 1 t/m 3): 16-06-2012 t/m 30-06-2012 Hitnotering (week 4 t/m 7): 21-07-2012 t/m 11-08-2012 | Hitnotering (week 1 t/m 3): 16-06-2012 t/m 30-06-2012 Hitnotering (week 4 t/m 7): 21-07-2012 t/m 11-08-2012 | Hitnotering (week 1 t/m 3): 16-06-2012 t/m 30-06-2012 Hitnotering (week 4 t/m 7): 21-07-2012 t/m 11-08-2012 | Hitnotering (week 1 t/m 3): 16-06-2012 t/m 30-06-2012 Hitnotering (week 4 t/m 7): 21-07-2012 t/m 11-08-2012 | Hitnotering (week 1 t/m 3): 16-06-2012 t/m 30-06-2012 Hitnotering (week 4 t/m 7): 21-07-2012 t/m 11-08-2012 | Hitnotering (week 1 t/m 3): 16-06-2012 t/m 30-06-2012 Hitnotering (week 4 t/m 7): 21-07-2012 t/m 11-08-2012 |
| Week | 1 | 2 | 3 | | 4 | 5 | 6 | 7 | |
| --- | --- | --- | --- | --- | --- | --- | --- | --- | --- |
| Nummer | 40 | 42 | 44 | uit | 48 | 27 | 42 | 46 | uit |

## Overige covers
Tina Turner coverde dit nummer in 1996, voor haar album Wildest Dreams.